# Scottish Third Division 1996/97
Die Scottish Football League Third Division wurde 1996/97 zum insgesamt dritten Mal unter diesem Namen ausgetragen. Es war zudem die dritte Austragung der Third Division als nur noch vierthöchste schottische Liga. In der vierthöchsten Fußball-Spielklasse der Herren in Schottland traten in der Saison 1996/97 10 Klubs in insgesamt 36 Spieltagen gegeneinander an. Jedes Team spielte jeweils viermal gegen jedes andere Team. Bei Punktgleichheit zählte die Tordifferenz.
Die Meisterschaft gewann Inverness Caledonian Thistle, das sich gleichzeitig zusammen mit dem Tabellenzweiten Forfar Athletic, die Teilnahme an der Second Division-Saison 1997/98 sicherte. Torschützenkönig mit 27 Treffern wurde Iain Stewart von Inverness Caledonian Thistle.

## Vereine
| Verein                       | Stadt       | Stadion            |
| ---------------------------- | ----------- | ------------------ |
| Albion Rovers                | Coatbridge  | Cliftonhill        |
| Alloa Athletic               | Alloa       | Recreation Park    |
| FC Arbroath                  | Arbroath    | Gayfield Park      |
| FC Cowdenbeath               | Cowdenbeath | Central Park       |
| FC East Stirlingshire        | Falkirk     | Firs Park          |
| Forfar Athletic              | Forfar      | Station Park       |
| Inverness Caledonian Thistle | Inverness   | Caledonian Stadium |
| FC Montrose                  | Montrose    | Links Park         |
| FC Queen’s Park              | Glasgow     | Hampden Park       |
| Ross County                  | Dingwall    | Victoria Park      |

## Statistiken

### Abschlusstabelle
| Pl. | Verein                       | Sp. | S  | U  | N  | Tore    | Diff. | Punkte |
| --- | ---------------------------- | --- | -- | -- | -- | ------- | ----- | ------ |
| 1.  | Inverness Caledonian Thistle | 36  | 23 | 7  | 6  | 070:370 | +33   | 76     |
| 2.  | Forfar Athletic (A)          | 36  | 19 | 10 | 7  | 074:450 | +29   | 67     |
| 3.  | Ross County                  | 36  | 20 | 7  | 9  | 058:410 | +17   | 67     |
| 4.  | Alloa Athletic               | 36  | 16 | 7  | 13 | 050:470 | +3    | 55     |
| 5.  | Albion Rovers                | 36  | 13 | 10 | 13 | 050:470 | +3    | 49     |
| 6.  | FC Montrose (A)              | 36  | 12 | 7  | 17 | 046:620 | −16   | 43     |
| 7.  | FC Cowdenbeath               | 36  | 10 | 9  | 17 | 038:510 | −13   | 39     |
| 8.  | FC Queen’s Park              | 36  | 9  | 9  | 18 | 046:590 | −13   | 36     |
| 9.  | FC East Stirlingshire        | 36  | 8  | 9  | 19 | 036:580 | −22   | 33     |
| 10. | FC Arbroath                  | 36  | 6  | 13 | 17 | 031:520 | −21   | 31     |

Platzierungskriterien: 1. Punkte – 2. Tordifferenz – 3. geschossene Tore – 4. Direkter Vergleich (Punkte, Tordifferenz, geschossene Tore)
| Saison 1996/97 |

| Zum Saisonende 1995/96 |                                   |
| (A)                    | Absteiger aus der Second Division |